# Damalis rufoabdominalis
Damalis rufoabdominalis är en tvåvingeart som först beskrevs av Joseph och Parui 1984.  Damalis rufoabdominalis ingår i släktet Damalis och familjen rovflugor. Inga underarter finns listade i Catalogue of Life.